# Efua Sutherland
Pour les articles homonymes, voir Sutherland.
Efua Théodora Sutherland, née Efua Theodora Morgue le 27 juin 1924, morte le 2 janvier 1996, est une femme de lettres et metteur en scène ghanéenne. Elle est une figure importante du théâtre ghanéen.
Elle a fondé également différents lieux et ateliers d'écriture ainsi que la Société des écrivains ghanéens. Elle a aussi participé au développement de programmes d'enseignement, de littérature, de théâtre et de cinéma ghanéens pour enfants.

## Biographie
Elle est née en 1924 à Cape Coast, dans la colonie britannique appelée  Côte de l'Or (actuel Ghana). Après des études sur place, elle se rend  en Angleterre pour poursuivre au Homerton College, de l'université de Cambridge, et à l'École des études orientales et africaines (School of Oriental and African Studies), de l'université de Londres.
Elle retourne au Ghana, en 1951. Elle enseigne dans différents établissements, avant de s'installer à Accra. En 1954, elle épouse Bill Sutherland, un afro-américain et panafricaniste qui s'est installé au Ghana. Ils ont trois enfants. Son mari, mort en 2010, dirige une école.
À fin 1957, année de l'indépendance du Ghana, elle participe au lancement du magazine littéraire Okyeame. L'année suivante, en 1958, elle fonde la Société des écrivains ghanéens. Elle fonde également différents ateliers et lieux d'écriture, dont l'Experimental Theatre Players, un atelier pour les écrivains de la littérature pour enfants, qui  devient ultérieurement le Ghana Drama Studio, inaugurée par le premier président du Ghana, Kwame Nkrumah, avec Joe de Graft comme premier directeur. Elle assume le rôle de chercheur dans la nouvelle École des arts de la scène. Elle s'associe régulièrement, dans les mêmes années, aux travaux artistiques du musicologue Joseph Hanson Kwabena Nketia. 
Elle obtient également une bourse de recherche dans la littérature et l'art dramatique à l'Institut des Études Africaines, de l'université du Ghana, et soutient le travail de Maya Angelou, sur place au Ghana, dans les années 1960. Elle est d'ailleurs citée dans le cinquième volume des mémoires de Maya Angelou, All God's Children Need Traveling Shoes, 1986. (édité en français en 2011 par la maison d'édition Les Allusifs sous le titre : Un billet d'avion pour l'Afrique ).
Au début des années 1970, elle co-fonde la maison d'édition Afram Publications, qui est constituée en 1973, et commence à fonctionner en mars 1974,. Elle reste impliquée dans cette activité jusqu'à sa mort.
Dans le milieu des années 1980, elle soulève l'idée d'un festival pan-africain de théâtre historique au Ghana, pour rassembler autour de cet événement des Africains du continent et de la diaspora. L'idée se concrétise pour la première fois en 1992 avec le festival Panafest (Pan African Historical Theatre Festival).
Elle préside la ratification par le Ghana  de la Convention relative aux droits de l'enfant et supervise la Commission nationale sur les enfants de 1981 à 1991. Elle établit le cadre juridique et jette les bases de sa fondation Mmofra, active depuis 1997, en tant qu'organisation à but non lucratif, basée à Accra, avec pour mission d'enrichir la vie culturelle et intellectuelle de tous les enfants du Ghana.
Efua Sutherland meurt à Accra, âgée de 71 ans, en 1996.

## Œuvre
Ses pièces de théâtre sont souvent inspirées par des récits traditionnels et des techniques de narration des Akans, tout en opérant des emprunts à la littérature occidentale, et aux techniques de théâtre dramatiques occidentales, dans une approche désignée sous le nom de «anansegoro»,. Pour l'écrivain nigérian Femi Osofisan, elle réalise « une habile fusion d'éléments dramatiques occidentaux et d'éléments dramatiques africains ». Elle favorise, dans le même esprit, l'étude des traditions africaines théâtrales au niveau de l'université. Ses pièces les plus connues sont Edufa en 1967 (basé sur Alceste d'Euripide), Foriwa en 1967, et The Marriage of Anansewa en 1975.
Beaucoup de ses poèmes et autres écrits ont été diffusés sur The Singing Net, un programme de radio populaire d'Henry Swanzy,, et sont ensuite publiés dans son anthologie de 1958 Voices of Ghana.

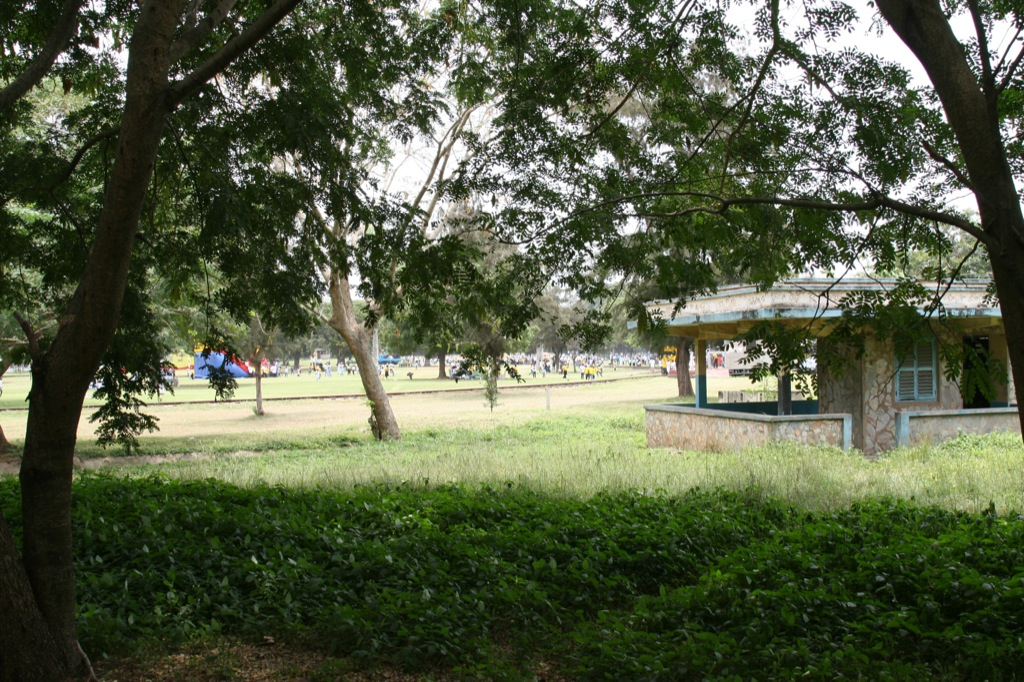
Le parc pour enfants Efua-Sutherland, désigné ainsi en son hommage, situé près du centre d'Accra.

Elle a également été l'auteur d'ouvrages pour enfants. Ces travaux comprennent deux pièces rythmiques animées, Vulture! Vulture! et Tahinta, publiées en 1968, et deux essais en image, avec des photographies de Willis E.Bell (1924–1999) : Playtime in Africa, publié en 1960, et The Roadmakers, publié en 1961. Plusieurs de ses nouvelles peuvent être décrites comme des poèmes rythmiques en prose. The Voice in the Forest, un ouvrage consacré au folklore et aux contes du Ghana, est publié en 1983.
Playtime in Africa est considéré comme un ouvrage  sur  la culture du jeu du Ghana, qu'elle juge important dans le développement des jeunes esprits et des corps.
Elle joue également un rôle majeur dans le développement de programmes d'enseignement, de littérature, de théâtre et de cinéma ghanéens pour enfants.

## Principales publications
- En collaboration avec le photographe Willis E. Bell, The Roadmakers: a picture book of Ghana. Accra: Ghana Information Services / London: Newman Neame, 1961, 1963
- En collaboration avec le photographe Willis E. Bell, Playtime in Africa, New York: Atheneum, 1962
- Edufa (play), Longman, 1967
- Foriwa: A Play in Three Acts, Accra-Tema, State Publishing Corporation, 1967
- Tahinta (1968)
- Vulture! Vulture! and Tahina: Two Rhythm Plays, Tema, Ghana Publishing House, 1968
- Odasani (play), Accra: Anowuo Educational Publications, 1969
- En collaboration avec le photographe Willis E. Bell, The Original Bob: The Story of Bob Johnson, Ghana's Ace Comedian (play), Accra: Anowuo Educational Publications, 1970
- Anansegoro: Story-Telling Drama in Ghana, Accra: Afram, 1975
- The Marriage of Anansewa (play), London: Longman, 1977, 1980; Washington, DC: Three Continents Press, 1980
- The Voice in the Forest: A Tale from Ghana, Philomel Books, 1983